# Archieparquía de Smolensk
La archieparquía de Smolensk o de Smolensk y Dorogobuzh (en latín: Archieparchia Smolenscensis y en bielorruso: Смаленская архіепархія) fue una circunscripción eclesiástica de la Iglesia católica en Rusia. Se trataba de una archieparquía bizantina, sufragánea de la archieparquía de Kiev-Hálych. Fue suprimida en 1666 y continuó como sede titular hasta 1778.

## Territorio y organización
La archieparquía extendía su jurisdicción sobre los fieles católicos de rito bizantino residentes en los voivodatos de Smolensk y Chernígov en la República de las Dos Naciones.
La sede de la archieparquía se encontraba en la ciudad de Smolensk, en donde se encuentra la Catedral de la Dormición de la Santísima Madre de Dios, hoy ortodoxa.

## Historia

### Eparquía ortodoxa
El cristianismo comenzó a extenderse en Smolensk poco después de la cristianización de la Rus de Kiev (circa 980). Según una crónica, «en el verano de 984, Vladimiro fue a la tierra de Smolensk y bautizó a todos los habitantes de la zona». Smolensk se convirtió en la primera ciudad del principado en aceptar el bautismo.
La primera eparquía ortodoxa independiente tuvo su sede en Smolensk desde 1136 o desde 1137, y el primer obispo fue un sacerdote griego llamado Manuel. La eparquía jugó un papel importante en la expansión del cristianismo en tierras rutenas. En gran parte, fue apoyada económicamente por los duques de Smolensk.
La eparquía formó parte del metropolitanato de Kiev y toda la Rus dentro del patriarcado de Constantinopla.
Luego de que el 24 de junio de 1404 Smolensk fuera conquistada por el Gran Ducado de Lituania, en los años 1415-1419 y 1458-1514 estuvo bajo la jurisdicción canónica de los metropolitanos de Kiev-Lituania. El 1 de agosto de 1514 Smolensk fue conquistada por Rusia y desde el 26 de enero de 1539 pasó a ser la archieparquía de Smolensk y Briansk, bajo dependencia del metropolitanato de Moscú y toda Rusia, independiente del patriarcado de Constantinopla hasta 1589, cuando Constantinopla reconoció el patriarcado de Moscú y toda Rusia. Desde ese año pasó a ser la archieparquía de Smolensk y Dorogobuzh.

### Archieparquía greco-católica
El rey de Polonia Segismundo III Vasa capturó Smolensk el 13 de junio de 1611 durante la guerra polaco-rusa. El establecimiento de la archieparquía greco-católica de Smolensk está asociado con la adhesión a la Unión de Brest en circa 1621 del arzobispo ortodoxo de Smolensk Sergio (desde 1611 había sido prisionero polaco) y su recepción de un privilegio real, que le garantizaba el derecho a parte del patrimonio de los archieparcas de Smolensk. Su sucesor, Lev Krevza-Zhevusky, fundó un monasterio basiliano en Smolensk y proclamó la Unión. El privilegio real del 12 de marzo de 1623 confirmó la existencia en la tierra de Smolensk de solo la Iglesia católica de dos ritos: latino y oriental, y permitió a Krevza sellar aquellas iglesias ortodoxas que no aceptaron unirse a la Unión. En 1633, después de la exitosa llamada durante la guerra de Smolensk, Krevza-Zhevusky se hizo cargo de la Catedral ortodoxa de la Asunción de la Santísima Virgen María y más tarde fundó un capítulo catedralicio. En 1647 la archieparquía de la Unión de Smolensk tenía 800 parroquias (según el relato de Yakov Sushi, alrededor de 600), la mayoría de ellas sin sacerdotes.
Tras la toma del territorio de la archieparquía por las tropas moscovitas en 1654, el arzobispo Andriy Kwasnynski-Zloty partió hacia la Mancomunidad Polaco-Lituana, donde se convirtió en administrador de la eparquía de la Unión de Pinsk y Túrov, y el archieparca ortodoxo de Smolensk, Filaret, llamado patriarca Nikon, disolvió la Unión en la región de Smolensk y restableció en Smolensk en 1657 con el nombre de Smolensk y Mstislavl la eparquía subordinada al patriarca de Moscú. Kwasnynski-Zloty también intentó negociar con la Iglesia ortodoxa de Moscú para recuperar el poder en la archieparquía de la Unión de Smolensk, pero esto no dio ningún resultado. Desde 1667, cuando tras la Tregua de Andrúsovo, las tierras de Smolensk finalmente se encontraron dentro de las fronteras del Zarato ruso, los archieparcas de la unión recibieron el estatus de titulares, y como apoyo material y financiero, el archimandrita Onufreano, que pasó a ser propiedad de los arzobispos, y algunos también Grodno y Mstislav (Pustyn). Como resultado de la presión rusa en la primera mitad del siglo XVIII, la archieparquía estuvo vacante varias veces. En las décadas de 1760 y 1770, los archieparcas reclamaron 17 decanatos de la archieparquía de la Unión de Pólotsk, que anteriormente pertenecían a los archieparcas de Smolensk y que luego estaban bajo el liderazgo del archieparca de Pólotsk, Jason Smogozhevsky. Tras la primera partición de la Mancomunidad Polaco-Lituana, el archieparca Josyf Lepkovsky, en nombre del metropolitano, gobernó dos decanatos de la archieparquía metropolitana en Rusia (Gomel y Rogachovsky), que en 1778 se anexaron a la archieparquía ortodoxa de Smolensk.
El archieparca católico Andrij Kvasnyns'kyj fue despojado de todas sus posesiones y, obligado a abandonar la ciudad, se convirtió en administrador de la eparquía de Pinsk y Turau. Tras su muerte, la archieparquía católica se convirtió en sede titular.

### Diócesis titular
Desde 1666 Smolensk figuró entre las sedes episcopales titulares de la Iglesia católica, pero fue suprimida en 1778. 

## Episcopologio

### Archieparcas greco-católicos
- Lev Revuc'kyj Krevza † (1625-1639 falleció)
- Andrij Kvasnyns'kyj † (1640-enero de 1665 falleció)

### Archieparcas titulares
- Mychajlo Paškovs'kyj † (1666-1670 falleció)
- Mytrofan Druc'kyj Sokolyns'kyj † (21 de mayo de 1671-1690 falleció)
- Jurij Malejevs'kyj † (1690-1696 falleció)
- Josafat Hutorovyč † (1697-1702 falleció)
  - Kyrylo Šypylo † (1703-1703 falleció) (obispo electo)
- Hedeon Šumljanš'kyj † (1703-1705 falleció)
- Michal Tarnaws'ki, O.S.B.M. † (1711-18 de febrero de 1718 falleció)
- Lavrentij Druc'kyj Sokolyns'kyj, O.S.B.M. † (1719-15 de mayo de 1727 falleció)
- Antin Tomylovyč † (1736-23 de abril de 1745 falleció)
  - Polikarp Myhunevič, O.S.B.M. † (1747-1747 falleció) (obispo electo)
- Cezarij Stebnovs'kyj † (1757-22 de mayo de 1762 falleció)
- Iraklij (Herakliusz) Lisanski (Lisans'kyj), O.S.B.M. † (1763-14 de marzo de 1771 falleció)
- Josyf Lepkovs'kyj † (14 de marzo de 1771 por sucesión-1778 falleció)